# Amt Alfeld (Leine)
Das Amt Alfeld (Leine) war ein historisches Verwaltungsgebiet des Königreichs Hannover bzw. der preußischen Provinz Hannover. Übergeordnete Verwaltungsebene war seit 1823 die Landdrostei Hildesheim.

## Geschichte
Das Amt Alfeld wurde 1836 im Zuge der Trennung des Amts Bilderlahe vom bisherigen Amt Winzenburg gebildet und trat die unmittelbare Nachfolge des Amts Winzenburg an. Einbezogen wurden auch die Stadt Alfeld (Leine) und einige Dörfer aus Patrimonialgerichten. 1852 wurde die Stadt Alfeld wieder ausgegliedert, dafür die Gemeinden Rott und Hoyershausen aus dem Amt Lauenstein beigelegt. 1854 kam Grafelde vom Amt Bilderlahe an Alfeld, 1859 wurde das Amt Lamspringe (das frühere Amt Bilderlahe) angeschlossen. Brüggen (Leine), Sibbesse und Petze gingen an das Amt Gronau (Leine). 1885 wurde die Kreisverfassung eingeführt.

## Gemeinden
Bei seiner Auflösung (1885) umfasste das Amt Alfeld folgende Gemeinden:
| - Adenstedt (*) - Alfeld (Leine) - Almstedt (*) - Breinum (*) - Dehnsen - Eimsen - Evensen (*) - Everode - Eyershausen (*) - Föhrste - Gerzen | - Grafelde - Graste (*) - Groß Freden - Harbarnsen (*) - Hörsum - Hoyershausen - Imsen - Irmenseul (*) - Klein Freden - Lamspringe (*) - Langenholzen | - Limmer - Meimerhausen - Netze (*) - Neuhof (*) - Ohlenrode (*) - Röllinghausen - Rott - Sack - Segeste (*) - Sehlem (*) | - Sellenstedt (*) - Warzen - Westfeld - Wetteborn (*) - Wettensen - Winzenburg (*) - Wispenstein - Wöllersheim (*) - Woltershausen (?) - Wrisbergholzen |

(*) Aus dem ehemaligen Amt Lamspringe.
- Karte mit allen verlinkten Seiten:
- OSM |
- WikiMap

## Amtmänner
- um 1820: Friedrich Andreas Schramme
- 1836–1848: Julius Heinrich Wilhelm Bode, Amtmann
- 1849–1862: Friedrich Anton Schramme, tit. Amtmann, ab 1853 Amtmann, 1861 Oberamtmann
- 1863–1865: Alexander Georg Friedrich Franz von Plate, Amtmann
- (1865) 1868–1885: Otto August Hermann von Schimmelmann, Amtmann